# Bidessonotus vicinus
Bidessonotus vicinus är en skalbaggsart som beskrevs av J. Balfour-browne 1947. Bidessonotus vicinus ingår i släktet Bidessonotus och familjen dykare. Inga underarter finns listade i Catalogue of Life.